# 신기동전기 건담 W
《신기동전기 건담W》(신기동전기 건담 윙, 일본어: 新機動戦記ガンダムW)은 일본의 TV 애니메이션으로, 선라이즈가 제작하였다. 1995년 4월 7일부터 1996년 3월 29일까지 전 49화로, TV 아사히 계열 방송사에서 방송되었다. 건담 시리즈 중 최초로 일본 외의 나라에서 방송된 작품이기도 하다.

## 줄거리
(After colony, 우주세기) 195년, 인간은 우주에서 식민지를 건설하여 살고 있다. 그러나 지구에 살고 있는 세력과 우주에 살고 있는 사람들 사이에는 탄압과 반목이 계속되고 있다. 지구의 탄압과 감시 아래에 있던 우주 식민지 세력들은 '오퍼레이션 메테오'라는 이름의 비밀작전을 시행한다. 오퍼레이션 메테오는 유성(메테오)를 위장한 건담 5기를 지구에 내려보내서 지구의 콜로니 탄압세력인 비밀결사군사조직인 『OZ(오즈)』에 게릴라 작전을 펼치는 것이었다. 이 5기의 건담에는 5명의 소년이 타고 있었다. 이들은 콜로니의 자유와 독립을 위하여 각각의 사연을 안고 지구로 온다. OZ의 수장인 트레이즈 크슈리나다와 그의 부하이자 가면 속에 비밀을 감춘 젝스 마키스. 전쟁을 멈추고 지구와 콜로니에 평화를 가져오고자 하는 도리안 세력과 그의 딸 리리나. 그리고 건담을 조종하는 5명의 소년이 지구에서 만나게 된다.

## 등장인물
- 히이로 유이

- 듀오 맥스웰

- 트로와 바톤

- 카트르 라버바 위너

- 창 우페이

- 리리나 도리안 (리리나 피스크래프트)

- 젝스 마키스 (밀리아르도 피스크래프트)

- 트레이즈 크슈리나다

OZ군의 총수 & 룸펠러재단의 일원. 뛰어난 카리스마와 리더쉽을 가진 인물로, 검술 & 사격술 & MS조종 능력또한 최상급이다. OZ로 지구를 장악하기 위해 평화론자들을 일소하기도 하는 냉철한 인물. 싸우려는 자세를 잃지 않는 사람들을 사랑하고 있으며, 그의 부하들과 레이디 언의 절대적인 신뢰를 받고 있다. 후에 세계통일국가의 원수가 된다.
- 루크레치아 노인

- 레이디 언

OZ군의 2급특좌로, 트레이즈의 충실한 부하. 트레이즈를 너무 사랑한 나머지 철저한 군인과 가녀린 여성의 이중인격을 가지게 되었다.

## 등장 MS
윙 건담/
건담 데스사이즈/ 
건담 샌드록 /
건담 쉔룽/
건담 해비암즈/
윙 건담 제로/
톨기스/
리오/
톨기스 2/
모빌돌/
건담 데스사이즈 개량형/
알트론 건담/
건담 에피온

## 출연 성우진
- 미도리카와 히카루 / 김장 (히이로 유이 역)
- 세키 토시히코 / 최원형 (듀오 맥스웰 역)
- 나카하라 시게루 / 최재호 (트로와 바톤 역)
- 오리카사 아이 / 양정화 (카트르 라버바 위너 역)
- 이시노 류조 / 이주창 (창 우페이 역)
- 야지마 아키코 / 이현진 (리리나 도리안 역)
- 코야스 타케히토 (젝스 마키스 역)
- 오키아유 료타로 (트레즈 크슈리나다 역)
- 요코야마 치사 (루크레치아 노인 역)
- 사유리 (레이디 언 역)
- 스기모토 사오리 (캐서린 볼륨 역)
- 토우마 유미 (샐리 포 역)
- 마츠이 나오코 (도로시 카탈로니아 역)